# Heaven Tonight
Heaven Tonight è il terzo album in studio della rock band Cheap Trick, pubblicato nel 1978 e ripubblicato nel 1998 con l'aggiunta di 5 bonus track.

## Tracce
1. Surrender  – 4:16 —  (Rick Nielsen)
2. On Top of the World – 4:01 —  (Rick Nielsen)
3. California Man – 3:44 —  (Roy Wood)
4. High Roller – 3:58 —  (Rick Nielsen, Tom Petersson, Robin Zander)
5. Auf Wiedersehen – 3:42 —  (Rick Nielsen, Tom Petersson)
6. Takin' Me Back – 4:52 —  (Rick Nielsen)
7. On the Radio – 4:33 —  (Rick Nielsen)
8. Heaven Tonight – 5:25 —  (Rick Nielsen, Tom Petersson)
9. Stiff Competition – 3:40 —  (Rick Nielsen)
10. How Are You? – 4:21 —  (Rick Nielsen, Tom Petersson)
11. Oh Claire – 1:10 —  (Bun E. Carlos, Rick Nielsen, Tom Petersson, Robin Zander)

### Tracce aggiunte nel 1998
1. Stiff Competition – 4:03 —  (Rick Nielsen)
2. Surrender – 4:52 —  (Rick Nielsen)

### Singoli (Lato A/Lato B)
- (1978) Surrender/Auf Wiedersehen
- (1978) California Man/Stiff Competition
- (1978) California Man/I Want You To Want Me

## Formazione
- Robin Zander - voce, chitarre
- Rick Nielsen - chitarre
- Bun E. Carlos - batteria
- Tom Petersson - basso elettrico

### Altre partecipazioni
- Jai Winding – tastiere